# Rio de Galinhas
Rio de Galinhas ist ein Ort und eine ehemalige Gemeinde (Freguesia) im portugiesischen Kreis Marco de Canaveses. Die Gemeinde hatte 2017 Einwohner (Stand 30. Juni 2011).
Am 29. September 2013 wurden die Gemeinden Rio de Galinhas, Freixo, São Nicolau, Tuias und Fornos zur neuen Gemeinde Marco zusammengeschlossen.